# کابینز
کابینز (به اسپانیایی: Cabanas) یک منطقهٔ مسکونی در اسپانیا است که در آلت امپوردا واقع شده‌است. کابینز ۱۵٫۰ کیلومتر مربع مساحت دارد.